# Ян Юнь
Ян Юнь (кит. упр. 杨云, пиньинь Yáng Yún,  род. 2 декабря 1984) — китайская спортивная гимнастка. На Олимпийских играх 2000 года в Сиднее стала бронзовой медалисткой на брусьях. Кроме этого, на этих Олимпийских играх в составе команды Китая завоевала бронзовую медаль в командном первенстве, но впоследствии, когда выяснилось, что в одна из участниц китайской команды — Дун Фансяо — была моложе разрешённого возраста, эта медаль была с них снята и отдана команде США.